# Pierre Esser
Pierre Esser (* 4. Dezember 1970 in Köln als Cengiz Dülgeroğlu) ist ein ehemaliger deutscher Fußballtorwart. Er besitzt auch die türkische Staatsbürgerschaft.

## Karriere
Esser wuchs in den Kölner Stadtteilen Höhenberg, Vingst und Kalk bei seinen Großeltern auf. Im Alter von 14 Jahren nahm er als Nachnamen den Mädchennamen seiner Mutter an und nannte sich nach Pierre Littbarski fortan Pierre.
Seine Karriere im Herrenbereich begann beim SC Viktoria Köln. 1994 wechselte er zum damaligen Zweitligisten Fortuna Düsseldorf, mit dem er am Ende der Saison in die Bundesliga aufstieg. Esser kam in jener Saison aber nur zweimal zum Einsatz. Bis 1996 blieb er als Ersatztorwart bei der Fortuna. Auch beim türkischen Erstligisten Galatasaray Istanbul, zu dem er während der Saison 1996/97 wechselte und sich mit Trainer Fatih Terim verkrachte, war er nur Ersatztorwart. Zur Saison 1997/98 schloss er sich dem Regionalligisten Eintracht Trier an. Dort startete er als „Nummer 1“, zog sich aber am 3. Spieltag einen Kreuzbandriss und Knorpelschaden zu. Er war später noch Ersatztorwart der Trierer, absolvierte aber kein Spiel mehr.

## Sonstiges
Er beendete seine Karriere als Sportinvalide und begann ein Fernstudium. Nach dem Abschluss des Studiums machte er sich selbständig und arbeitet als Finanzberater und Berater von Fußballspielern, darunter Luca Kilian und Marwin Studtrucker. Als Torwart ist er noch bei der Traditionsmannschaft des 1. FC Köln aktiv.

## Erfolg
- Türkischer Meister: 1997